# Veljko Petranović
Veljko Petranović (Dernis, 24 agosto 1959) è un ex cestista e allenatore di pallacanestro sloveno.

## Carriera
Con la Jugoslavia ha disputato i Campionati mondiali del 1986.

## Palmarès

### Giocatore
- YUBA liga: 1

Zadar: 1985-86
- Coppa di Slovenia: 1

Hopsi Polzela: 1996